# Raggi anodici
Il termine raggi anodici, o raggi canale, era storicamente utilizzato per indicare alcuni tipi di radiazioni prodotte in tubi di Crookes.
I raggi anodici o canale furono osservati per la prima volta durante alcuni esperimenti realizzati nel 1886 dallo scienziato tedesco Eugen Goldstein, dove veniva utilizzato un tubo di Crookes con catodo perforato. Quello che veniva considerato come raggio anodico era visibile dopo i buchi  del catodo e viaggiava in direzione opposta a quella dei raggi catodici. 
Goldstein chiamò questi raggi con il nome, in tedesco, di "Kanalstrahlen" - raggi canale. Nel tubo di vetro era contenuto anche un piccolo mulinello che entrava in rotazione se colpito dai raggi anodici a dimostrazione della presenza di un impulso trasportato dai raggi.